# Албешть (Васлуй)
Албешть, Албешті (рум. Albești) — село у повіті Васлуй в Румунії. Входить до складу комуни Албешть.
Село розташоване на відстані 267 км на північний схід від Бухареста, 18 км на південний схід від Васлуя, 76 км на південь від Ясс, 120 км на північ від Галаца.

## Населення
За даними перепису населення 2002 року у селі проживали 1206 осіб, з них 1205 осіб (99,9%) румунів. Рідною мовою 1205 осіб (99,9%) назвали румунську.